# Mimomys
Mimomys – wymarły rodzaj gryzoni z rodziny chomikowatych. Przeniknięcie Mimomys z Eurazji na kontynent amerykański we wczesnym pliocenie miało duże znaczenie w rozwoju nornikowatych w tamtej części świata.
Do rodzaju Mimomys zaliczane były między innymi:
- Mimomys hajnackensis Fejfar, 1961[4]
- Mimomys hassiacus Heller, 1936[4]
- Mimomys hordijki van Kolfschoten et Tesakov, 1998[2]
- Mimomys occitanus Thaler, 1955[4]
- Mimomys pliocaenicus Major, 1902[4]
- Mimomys polonicus Kowalski, 1960[4]
- Mimomys praepliocaenicus (Rabeder, 1981)[4]